# Kyoto Hannaryz
Los Kyoto Hannaryz (en japonés 京都ハンナリーズ) es un equipo de baloncesto japonés con sede en la ciudad de Kioto, en la prefectura homónima, que compite en la B.League, la máxima competición de su país. Disputa sus partidos en el Hannaryz Arena, con capacidad para 2.500 espectadores.

## Historia
En septiembre de 2008 se anunció que el equipo de Kioto se uniría a la bj league. El 17 de noviembre se hizo público el nombre del equipo, "Kyoto Hannaryz". A continuación, se abrieron al público las presentaciones de los logotipos de los equipos y se anunciaron junto con el eslogan de adhesión del equipo a la liga el 10 de abril. Comenzó su andadura en la liga con David Benoit como entrenador principal, acabando la temporada en la sexta y penúltima posición de su conferencia. A partid de la siguiente temporada ya entrarían siempre en los playoffs por el título, aunque no llegaron a pasar de semifinales.
En 2016, tras la fusión de la bj league y la NBL, se incorporaron a la nueva liga, la B League.

## Nombre y mascota

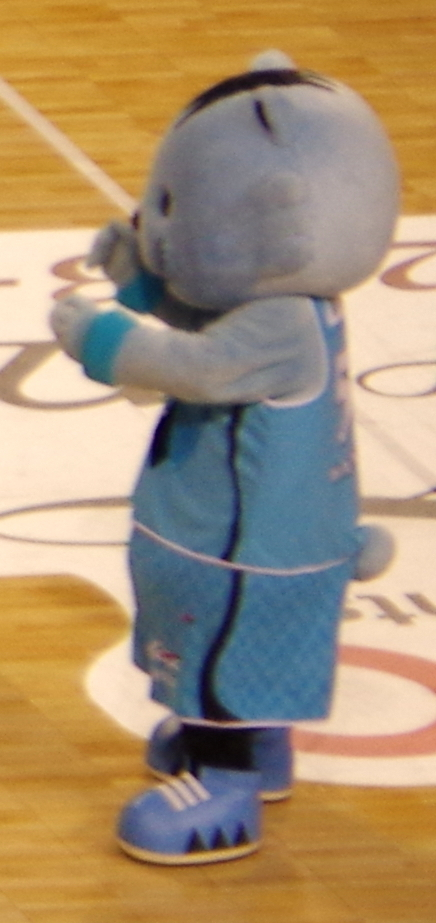
Hannyarin, la mascota del equipo.

La ciudad natal de la empresa es la ciudad de Kioto, prefectura de Kioto, y está dirigida por Sports Communication KYOTO. El nombre del equipo "HANNARYZ" proviene de la palabra del dialecto de Kioto "Hannari". El nombre expresa "elegancia, brillo y alegría" y fue elegido como un nombre apropiado para Kioto, la ciudad histórica que una vez fue la capital de Japón. El nombre del equipo también transmite la esperanza de ayudar a preservar la cultura al expresar una palabra antigua que está en peligro de ser olvidada.
La mascota se llama Hannyarin (gato azul), y su primera aparición fue en la temporada 2010-11, el segundo año del equipo en la bj league.  Su número de uniforme es 55. Durante el primer año de actividad de la marca, Chin Tiger, la mascota de la revista de información de viviendas de alquiler CHINTAI , hizo apariciones frecuentes, pero se graduó al final de la temporada y desde entonces ha hecho apariciones irregulares. Hannyarin y Chin Tiger tienen una coloración similar.